# Collins Fai
Collins Ngoran Fai (* 13. srpna 1992) je kamerunský profesionální fotbalista, který hraje na pozici pravého nebo levého obránce za srbský klub FK Radnički Niš a kamerunský národní tým.

## Mládí
Collins Fai se narodil a vyrůstal v Bamendě, městě v anglicky mluvící části Kamerunu. Celou svou mládežnickou kariéru strávil v místním klubu FC Bamenda.

## Klubová kariéra
Ve věku 19 let se Fai připojil ke špičkovému kamerunskému týmu Union Douala.
V roce 2013 Collins Fai odešel do Evropy, když podepsal smlouvu s rumunským týmem Dinamo București.
V lednu 2016 se Fai připojil k belgickému Standardu Lutych. Dne 17. března 2018 Lutych porazil Genk 1:0 v prodloužení, vyhrál finále belgického poháru 2018 a kvalifikoval se do Evropské ligy UEFA. Dne 29. ledna 2022 se Fai připojil k saúdskoarabskému klubu At-Ta'ee.

## Statistiky

### Klubové
Platí k zápasu hranému 8. září 2021.
| Klub              | Sezóna            | Liga               | Liga   | Liga | Národní pohár | Národní pohár | Ligový pohár | Ligový pohár | Kontinentální | Kontinentální | Ostatní | Ostatní | Celkově | Celkově |
| Klub              | Sezóna            | Divize             | Zápasy | Góly | Zápasy        | Góly          | Zápasy       | Góly         | Zápasy        | Góly          | Zápasy  | Góly    | Zápasy  | Góly    |
| ----------------- | ----------------- | ------------------ | ------ | ---- | ------------- | ------------- | ------------ | ------------ | ------------- | ------------- | ------- | ------- | ------- | ------- |
| Dinamo București  | 2013/14           | Liga I             | 11     | 0    | 1             | 0             | —            | —            | —             | —             | —       | —       | 12      | 0       |
| Dinamo București  | 2014/15           | Liga I             | 24     | 0    | 1             | 0             | 3            | 0            | —             | —             | —       | —       | 28      | 0       |
| Dinamo București  | 2015/16           | Liga I             | 21     | 0    | 3             | 0             | 2            | 0            | —             | —             | —       | —       | 26      | 0       |
| Dinamo București  | Celkově           | Celkově            | 56     | 0    | 5             | 0             | 5            | 0            | —             | —             | —       | —       | 66      | 0       |
| Standard Lutych   | 2015/16           | Jupiler Pro League | 7      | 0    | 1             | 0             | —            | —            | —             | —             | —       | —       | 8       | 0       |
| Standard Lutych   | 2016/17           | Jupiler Pro League | 18     | 0    | 0             | 0             | —            | —            | 5             | 0             | 1       | 0       | 24      | 0       |
| Standard Lutych   | 2017/18           | Jupiler Pro League | 32     | 1    | 6             | 0             | —            | —            | —             | —             | —       | —       | 38      | 1       |
| Standard Lutych   | 2018/19           | Jupiler Pro League | 30     | 1    | 0             | 0             | —            | —            | 7             | 0             | 1       | 0       | 38      | 1       |
| Standard Lutych   | 2019/20           | Jupiler Pro League | 8      | 0    | 2             | 1             | —            | —            | 3             | 0             | —       | —       | 13      | 1       |
| Standard Lutych   | 2020/21           | Jupiler Pro League | 19     | 0    | 1             | 0             | —            | —            | 8             | 0             | —       | —       | 28      | 0       |
| Standard Lutych   | 2021/22           | Jupiler Pro League | 2      | 0    | 0             | 0             | —            | —            | —             | —             | —       | —       | 2       | 0       |
| Standard Lutych   | Celkově           | Celkově            | 116    | 2    | 10            | 1             | —            | —            | 23            | 0             | 2       | 0       | 151     | 3       |
| Celkově v kariéře | Celkově v kariéře | Celkově v kariéře  | 172    | 2    | 15            | 1             | 5            | 0            | 23            | 0             | 2       | 0       | 217     | 3       |

### Reprezentační
Platí k zápasu hranému 11. června 2023.
| Národní tým | Rok     | Zápasy | Góly |
| ----------- | ------- | ------ | ---- |
| Kamerun     | 2012    | 0      | 0    |
| Kamerun     | 2013    | 0      | 0    |
| Kamerun     | 2014    | 0      | 0    |
| Kamerun     | 2015    | 1      | 0    |
| Kamerun     | 2016    | 4      | 0    |
| Kamerun     | 2017    | 13     | 0    |
| Kamerun     | 2018    | 6      | 0    |
| Kamerun     | 2019    | 9      | 0    |
| Kamerun     | 2020    | 1      | 0    |
| Kamerun     | 2021    | 6      | 0    |
| Kamerun     | 2022    | 15     | 0    |
| Kamerun     | 2023    | 1      | 0    |
| Celkově     | Celkově | 56     | 0    |

## Úspěchy
Union Douala
- Championnat du Cameroun de football: 2011/12

Standard Lutych
- Belgický pohár: 2015/16, 2017/18

Kamerun
- Africký pohár národů: 2017

- Africký pohár národů 2021: Třetí místo